# Carl von Carro (Schauspieler)
Carl Felix Ritter von Carro, Pseudonym Karl Carode, (22. März 1846 in Wien – 22. März 1896 ebenda) war ein österreichischer Theaterschauspieler, Rezitator und Dramatiker.

## Leben
Carro, Sohn eines österreichischen Ulanenrittmeisters, der wiederum Sohn des Johann von Carro war, verließ die Handelsschule mit 17 und wurde Schauspieler. 
Nach zwölf Jahren Tätigkeit an verschiedenen deutschen und österreichischen Provinzbühnen wurde er als Nachfolger von Franz Kierschner an das Hofburgtheater engagiert. Doch bereits nach einem Jahr ging er wieder ab um als Rezitator, vor allem der Anzengruberschen Volksstücke zu arbeiten. Diese machte er mit mehreren hundert Vorträgen in Deutschland bekannt, dabei rezitierte er frei aus dem Gedächtnis.
Bis 1890 übernahm er in Göggingen bei Augsburg die artistische Leitung des Kurhaustheaters und wandte sich in den Folgejahren wieder dem Rezitieren zu, Reisen führten ihn bis Mailand. Von 1890 bis 1891 wirkte er als Vortragsmeister am Grazer Operninstitut der Anna Mayer-Peyrimsky.
Sein Neffe Heinrich von Carro war ebenfalls Schauspieler.

## Werke (Auswahl)
- Dem Ahnl sein Geist
- Der Goargescheite
- Der Kartelllump
- Die Hausmeisterischen